# Saint-Lambert (Calvados)
 Saint-Lambert  es una población y comuna francesa, situada en la región de Baja Normandía, departamento de Calvados, en el distrito de Caen y cantón de Thury-Harcourt.

## Demografía
| 338 | 269 | 253 | 220 | 219 | 201 |
| Para los censos de 1962 a 1999 la población legal corresponde a la población sin duplicidades (Fuente: INSEE [Consultar]) |     |     |     |     |     |